# Barbican Arts Centre
Barbican Arts Centre er et stort kommunalt kulturcenter i City of London. Det åbnede i 1982, efter at have blevet planlagt helt siden slutningen af 2. verdenskrig, da området blev meget skadet af bombning.
Komplekset har en stor koncertsal, et stort og et lille teater, et offentlig bibliotek, kunstgalleriet Barbican Art Gallery , tre biografsale, mere uformelle små scener, restauranter, konferencelokaler og udstillingslokaler. På ydersiden er der anlagt en terrasse og en lille sø.

## Eksterne links
- |  | Wikimedia Commons har medier relateret til: Barbican Arts Centre |
- Hjemmeside

51°31′14″N 0°5′37″V / 51.52056°N 0.09361°V